# Arcidiocesi di Clermont

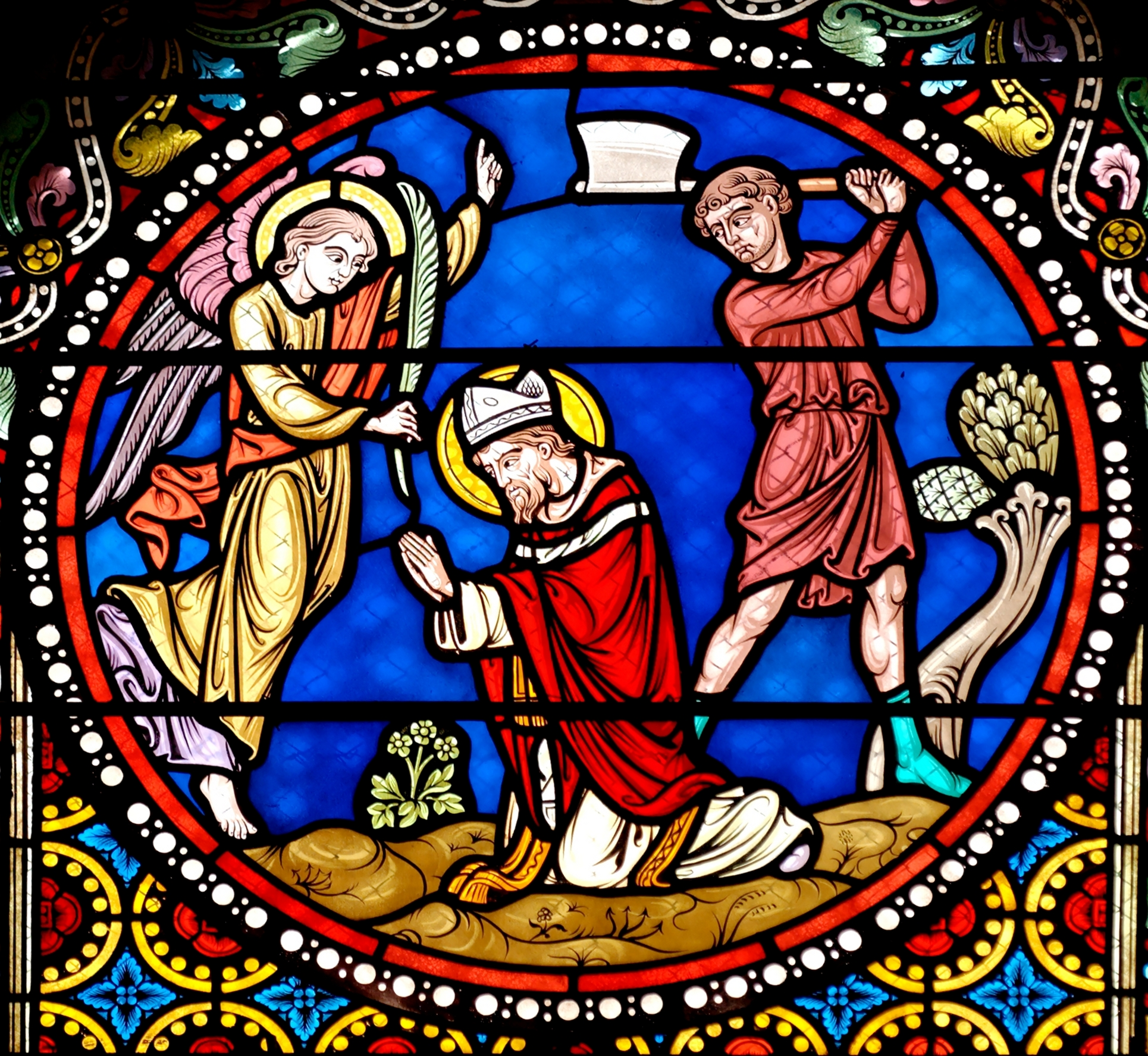
Martirio di sant'Austremonio, protovescovo e patrono dell'arcidiocesi, da una vetrata della chiesa dedica al santo a Issoire.

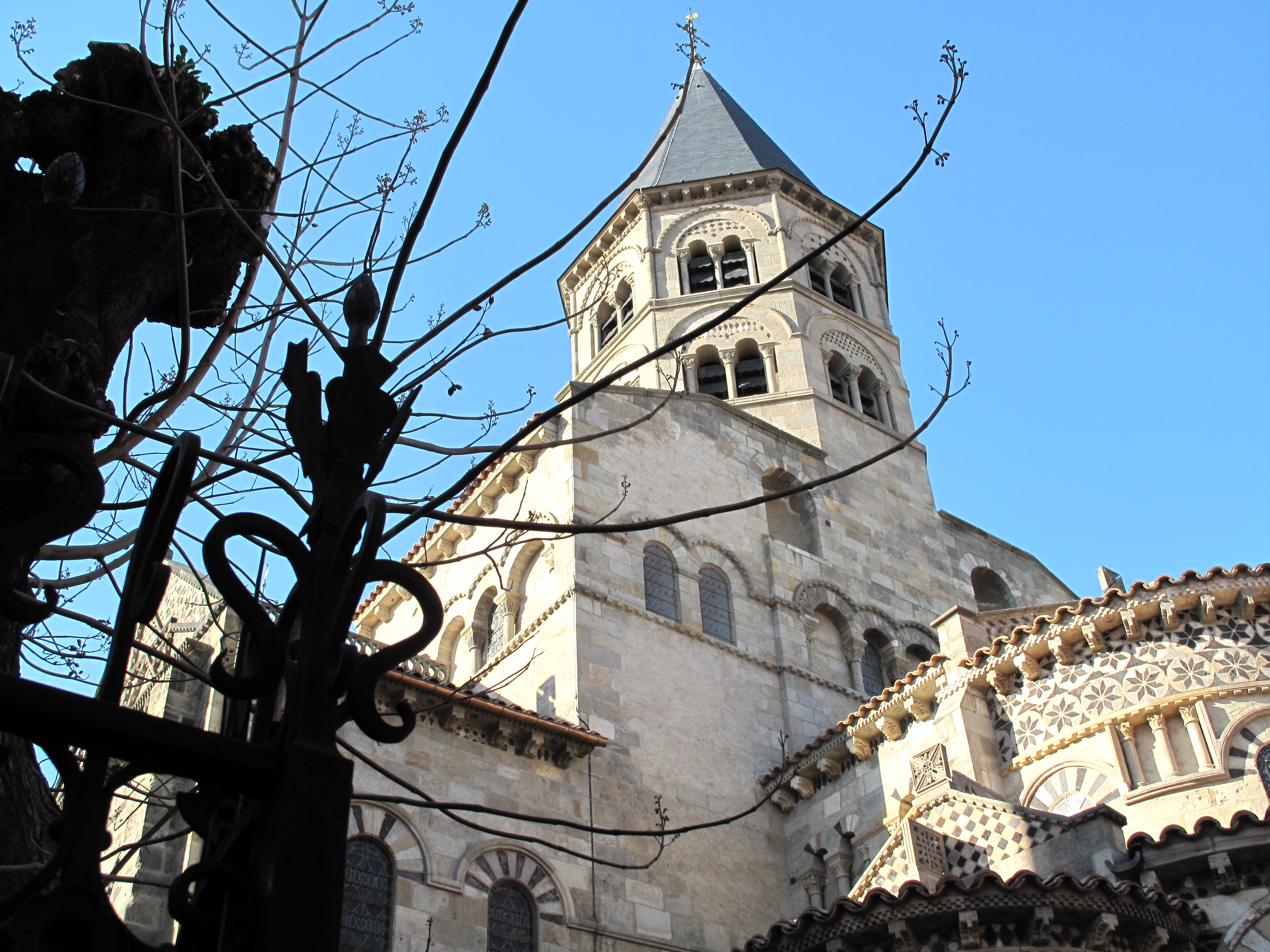
Scorcio della basilica Notre-Dame du Port, fondata nel VI secolo da Sant'Avito.

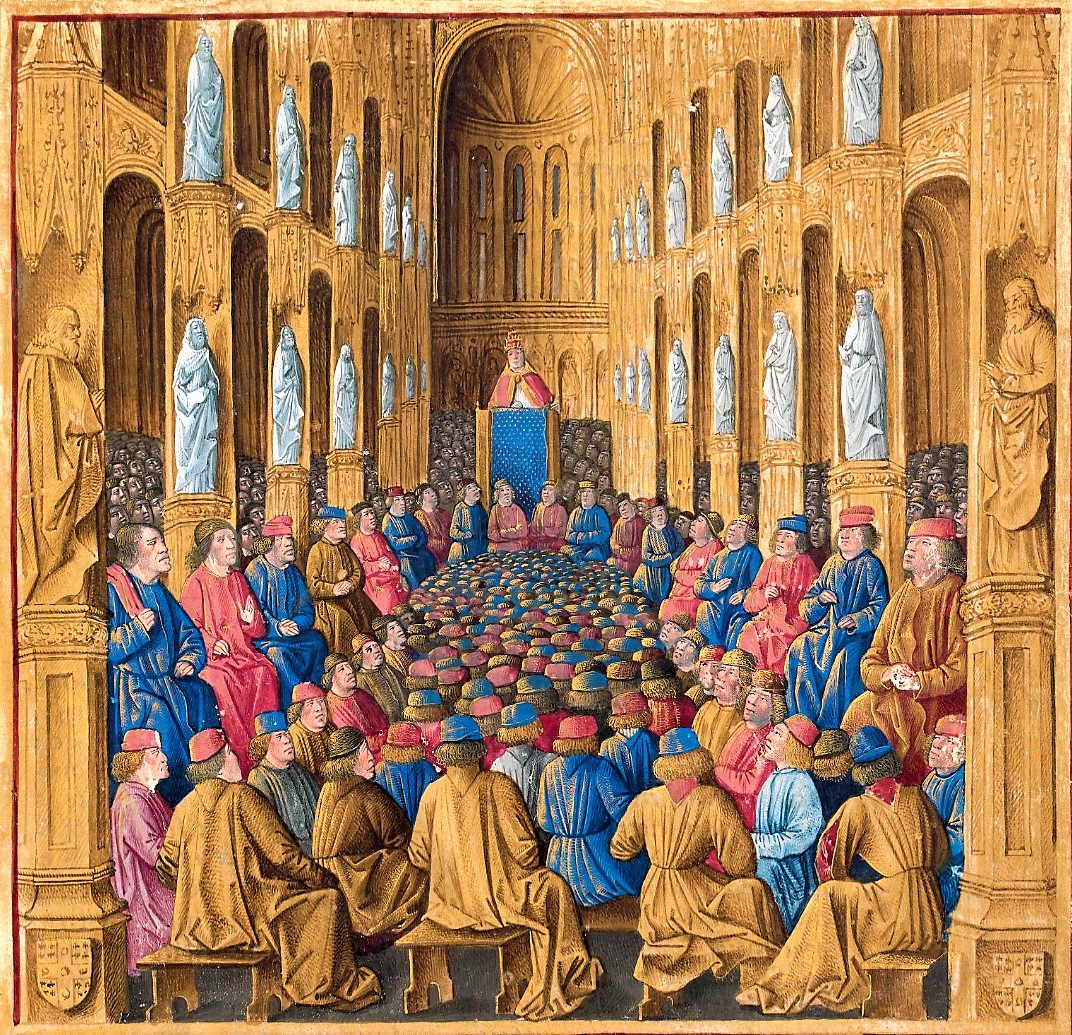
Papa Urbano II al concilio di Clermont, miniatura dal Livre des Passages d'Outre-mer, 1490 circa.

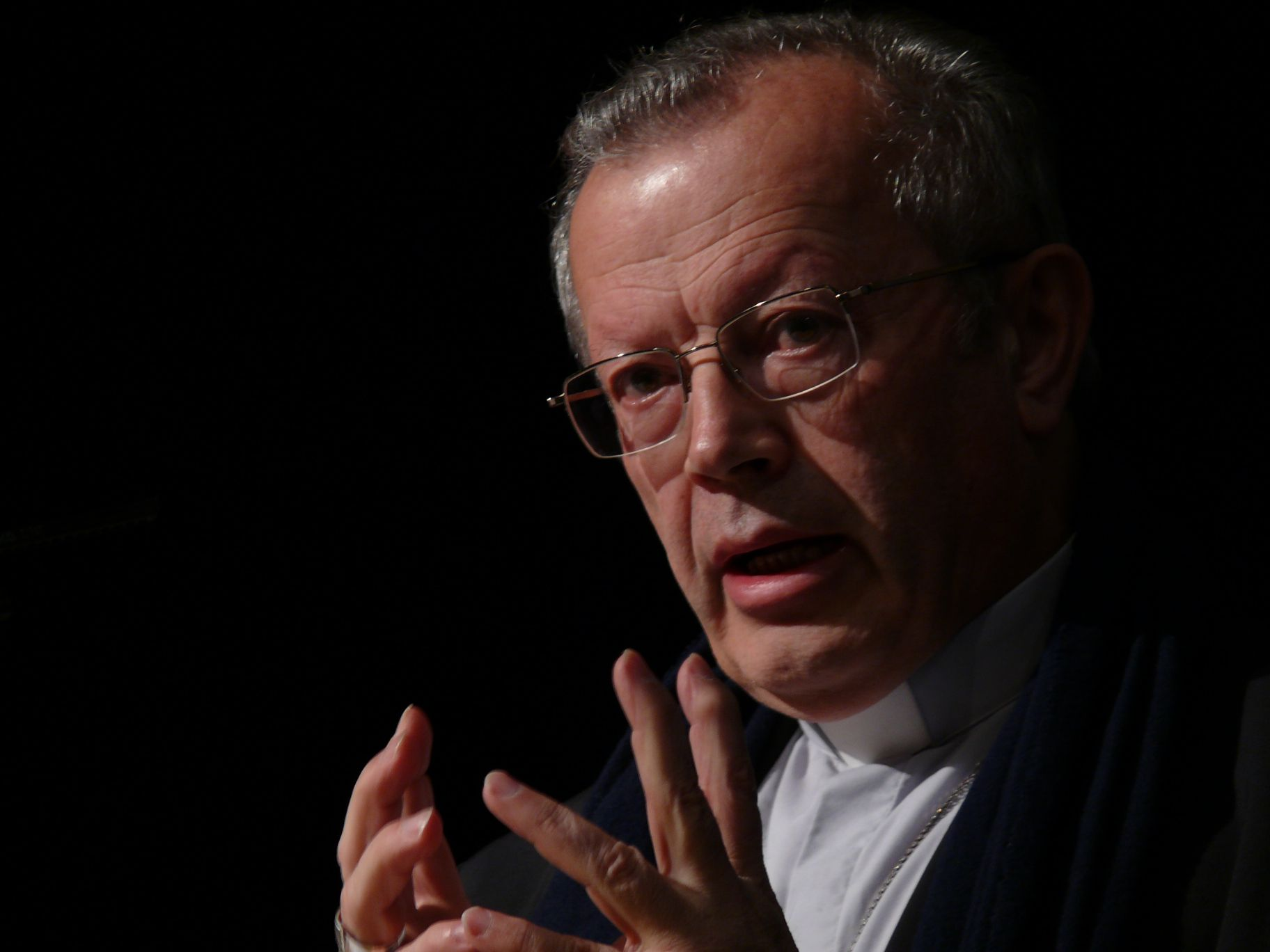
L'arcivescovo Hippolyte Louis Jean Simon, in carica dal 1996 al 2016.

L'arcidiocesi di Clermont (in latino Archidioecesis Claromontana) è una sede metropolitana della Chiesa cattolica in Francia. Nel 2023 contava 618.000 battezzati su 640.000 abitanti. È retta dall'arcivescovo François Kalist.

## Territorio
L'arcidiocesi comprende il dipartimento francese di Puy-de-Dôme.
Sede arcivescovile è la città di Clermont-Ferrand, dove si trova la cattedrale di Nostra Signora Assunta.
Il territorio si estende su 8.019 km² ed è suddiviso in 33 parrocchie.

### Provincia ecclesiastica
La provincia ecclesiastica di Clermont, istituita nel 2002, comprende le seguenti suffraganee:
- diocesi di Le Puy-en-Velay;
- diocesi di Moulins;
- diocesi di Saint-Flour.

## Storia
La diocesi dell'Alvernia fu eretta nel III secolo. Come documenta san Gregorio di Tours nella sua Historia Francorum, l'evangelizzazione di questo territorio fu opera di sant'Austremonio, che fu anche il protovescovo della diocesi. Gregorio dedica diversi capitoli della sua storia all'Alvernia e ai successori di Austremonio, di cui è il fondamentale testimone.
La città di Augustonemetum, chiamata in seguito Alvernis, era la capitale del popolo degli Arverni, il cui territorio faceva parte della provincia romana dell'Aquitania prima. La diocesi dipendeva come suffraganea dalla sede metropolitana di Bourges.
La tradizione ha riconosciuto come santi molti dei vescovi dei primi secoli. Tra questi emerge la figura di Gaio Sollio Sidonio Apollinare, prefetto di Roma e patrizio nel 468, eletto vescovo nel 469 o 470, che si distinse come importante scrittore ecclesiastico del V secolo e che organizzò la resistenza della città contro l'invasione dei Visigoti. Si ricordano poi i vescovi Gallo I, zio paterno di Gregorio di Tours; Avito I, che fece costruire la chiesa Notre-Dame du Port; Genesio, che costruì il primo ospedale di Clermont; Preietto (san Priest), assassinato nel 676; Stefano II, che fece ricostruire la cattedrale, edificata da Namazio nel V secolo.
Verso la fine del VI secolo il cristianesimo poté diffondersi e consolidarsi grazie all'opera dei monaci missionari irlandesi, tra i quali l'abate san Colombano fondatore dell'abbazia di Luxeuil nel 590, una delle più importanti e conosciute della Francia e matrice di centinaia di monasteri nel regno Franco grazie ai suoi monaci e alla sua regola seguita nei monasteri di Chamalières, Royat, Mauriac, Brageac, Manglieu (collegati all'Abbazia di Solignac e all'abbazia di Mozac).
Durante l'XI e il XII secolo la diocesi ebbe notevole importanza come testimoniano le frequenti visite dei pontefici: Urbano II nel 1095, Pasquale II nel 1106; Callisto II nel 1120, Innocenzo II nel 1130, Alessandro III nel 1164.
A Clermont si tennero diversi concili provinciali e nazionali. Tra questi, il più famoso è quello che si celebrò in Alvernia nel 1095 alla presenza di Urbano II, durante il quale il papa lanciò l'appello per liberare la Terra santa dai turchi selgiuchidi: fu l'inizio della prima crociata.
Nell'ultimo decennio del XII secolo il vescovo Gilbert è il primo ad intitolarsi vescovo di Clermont. A partire da quest'epoca, i vescovi iniziarono a rivendicare poteri comitali sulla città episcopale, che mantennero fino al XVI secolo.
Proprio i diritti rivendicati dai vescovi portarono a continue diatribe che si inasprirono a inizio Duecento, al tempo dei contrasti tra il vescovo Robert e il fratello conte Guido II d'Alvernia. A seguito dell'intervento del re Filippo Augusto nel 1212 l'Alvernia fu divisa in quattro parti: una ai vescovi (a capo della contea episcopale di Clermont), le altre ai Conti d'Alvernia, ai Delfini d'Alvernia e alla "Terra reale" d'Alvernia (quest'ultima prima sotto il diretto controllo regio, ma poi ceduta a un ramo della famiglia reale con il titolo di Duchi d'Alvernia).
Nel 1248 il vescovo Hughes de la Tour dette inizio ai lavori di ricostruzione della cattedrale, sullo stile e l'esempio della Sainte-Chapelle di Parigi e delle grandi cattedrali del nord della Francia.
Il 9 luglio 1317 Clermont cedette una porzione del suo territorio a vantaggio dell'erezione della diocesi di Saint-Flour.
Il vescovo Louis d'Estaing fondò il seminario maggiore nel 1656, mentre un seminario minore fu eretto nel 1712; entrambi furono affidati all'insegnamento dei preti secolari della diocesi.
In seguito al concordato, con la bolla Qui Christi Domini di papa Pio VII del 29 novembre 1801 la diocesi si ampliò, incorporando il territorio della diocesi di Le Puy-en-Velay, che fu soppressa.
Il 26 ottobre 1822 la diocesi di Le Puy-en-Velay fu ripristinata, ricavandone il territorio dalla diocesi di Clermont. Contestualmente, fu confermata l'erezione della diocesi di Moulins, già ipotizzata nel 1788, con territorio ricavato da quello di Clermont.
Durante la seconda guerra mondiale il vescovo Gabriel Piguet fu arrestato dalla Gestapo nel 1944 e deportato a Dachau, dove arrivò il 9 settembre; il 17 dicembre successivo, nella più assoluta segretezza, ordinò prete il giovane diacono tedesco Karl Leisner, deportato per la sua opposizione al nazismo.
Nel settembre del 2002 il territorio diocesano subì una nuova strutturazione, che ridusse il numero delle parrocchie dalle oltre 500 alle attuali 37.
L'8 dicembre 2002, con la riorganizzazione delle circoscrizioni diocesane francesi, Clermont è stata elevata al rango di arcidiocesi metropolitana dell'Alvernia.

## Cronotassi dei vescovi
Si omettono i periodi di sede vacante non superiori ai 2 anni o non storicamente accertati.
La miglior testimone della vita della diocesi e dei nomi dei vescovi nei primi secoli è l'Historia Francorum di Gregorio di Tours. Un catalogo episcopale è riportato da Hugues de Flavigny nella sua Chronaca (XI secolo), dove sono menzionati 26 vescovi da Austremonio a Procolo (VIII secolo).
- Sant'Austremonio † (III o IV secolo)[4]
- Sant'Urbico †
- San Legonio o Legonzio †
- Sant'Illidio † (? - circa 384 o 385 deceduto)
- San Nepoziano †
- Sant'Artemio †
- San Venerando †
- San Rustico †
- San Namazio †[5]
- Eparchio †
- San Sidonio Apollinare † (469 o 470 - 21 o 23 agosto 479[6] deceduto)
- Sant'Abrunculo †
- Sant'Eufrasio † (circa 490[7] - circa 515 deceduto)[8]
- Apollinare II †
- San Quinziano † (circa 515 - 525 o 526 deceduto)[9]
- San Gallo I † (circa 525/526[10] - 14 maggio 551 deceduto)
- Cautino † (? - 27 marzo 571 deceduto)
- Sant'Avito I † (571 - dopo il 594)[11]
- Cesario † (prima del 627 - dopo il 630)[12]
- San Gallo II † (dopo il 630 - ?)[13]
- San Genesio † (seconda metà del VII secolo)
- Gyroindo † (menzionato nel 660 circa)
- Felice †
- Garivaldo †
- San Preietto † (dopo il 663[14] - 25 gennaio 676 deceduto)[15]
- Sant'Avito II † (676 - 691 deceduto)
- San Bonito † (691 - ? dimesso)[16]
- Nordeberto †
- Procolo †[17]
- Stefano I † (menzionato nel 761)
- Adeberto † (menzionato nel 785)
- Bernovino † (inizio IX secolo)[18]
- San Stabile † (prima dell'823 - dopo l'860)
- San Sigone † (prima dell'862 - dopo l'866)
- Agilmaro † (prima dell'875 - dopo l'891)
- Adalardo † (menzionato nel 910)[19]
- Arnoldo † (menzionato nel 912)
- Bernardo †[20]
- Stefano II † (prima del 945 - 969 o 970 deceduto)
- Bégon † (prima del 980 - dopo il 1010)[21]
- Etienne III † (? - 1013 deceduto)
- Etienne IV † (prima del 1016 - dopo il 1025)
- Rencon † (circa 1028 - settembre 1052 deceduto)
- Etienne V de Polignac † (circa 1053 - 1075 deposto)[22]
  - Guillaume de Chamalières † (1073 - 1077 deposto) (vescovo intruso)[23]
- Durand † (1077 - 16 novembre 1095 deceduto)
- Guillaume de Baffie † (novembre 1095 - dopo il 1101)
- Pierre Roux † (prima del 1106 - 19 ottobre 1111 deceduto)
- Aimeric † (1111 - 18 aprile circa 1150 deceduto)
- Etienne VI de Mercoeur † (1151 - 26 gennaio 1169 deceduto)
- Pons † (1170 - 2 aprile 1189 deceduto)
- Gilbert † (1190 - 25 agosto 1195 deceduto)
- Robert d'Auvergne † (1195 - 3 aprile 1227 nominato arcivescovo di Lione)
- Hughes de la Tour-du-Pin † (1227 - 28 dicembre 1249 deceduto)
- Guy de la Tour-du-Pin † (circa 1250[24] - 28 febbraio 1286 deceduto)
- Aimar de Cros † (30 luglio 1286 - 17 ottobre 1297 deceduto)
- Jean Aicelin † (circa 1298 - 1301 deceduto)
- Pierre de Cros † (21 gennaio 1302 - 25 settembre 1304 deceduto)
- Aubert Aicelin de Montaigu † (11 agosto 1307 - 1328 deceduto)
- Arnaud Roger de Comminges † (1328 - 1336 deceduto)
- Raymond D'Aspet † (17 luglio 1336 - 1º aprile 1340 deceduto)
- Étienne Aubert † (ottobre 1340 - 20 settembre 1342 dimesso, poi eletto papa con il nome di Innocenzo VI)
- Pierre André † (25 settembre 1342 - 17 febbraio 1349 nominato vescovo di Cambrai)
- Pierre d'Aigrefeuille † (18 febbraio 1349 - 8 febbraio 1357 nominato vescovo di Uzès)
- Jean de Mello † (8 febbraio 1357 - 23 dicembre 1375 deceduto)
- Henri de La Tour † (2 gennaio 1376 - 7 maggio 1415 deceduto)
- Martin Gouge de Charpaignes † (15 maggio 1415 - 25 novembre 1444 deceduto)
- Jacques de Comborn † (10 maggio 1445 - 15 febbraio 1475 deceduto)
- Antoine Allemand † (8 marzo 1475 - 15 luglio 1476 nominato vescovo di Cahors)
- Carlo I di Borbone † (10 marzo 1476 - 18 dicembre 1476 dimesso)
  - Carlo I di Borbone † (18 dicembre 1476 - 17 settembre 1488 deceduto) (amministratore apostolico)
- Carlo II di Borbone † (26 settembre 1488 - 22 febbraio 1504 deceduto)
- Jacques d'Amboise † (23 maggio 1505 - 27 dicembre 1516 deceduto)
- Thomas Duprat † (3 giugno 1517 - 15 novembre 1528 deceduto)
- Guillaume Duprat † (26 febbraio 1529 - 22 ottobre 1560 deceduto)
  - Bernardo Salviati † (8 agosto 1561 - 10 marzo 1568 dimesso) (amministratore apostolico)
- Antoine de Saint-Nectaire † (10 marzo 1568 - 15 settembre 1584 deceduto)
- François de La Rochefoucauld † (29 luglio 1585 - 1º marzo 1610 nominato vescovo di Senlis)
- Antoine Rose † (1º marzo 1610 - 31 gennaio 1614 deceduto)
- Joachim d'Estaing † (12 gennaio 1615 - 11 settembre 1650 deceduto)
- Louis d'Estaing † (9 giugno 1651 - 15 marzo 1664 deceduto)
- Gilbert de Vény d'Arbouze † (11 agosto 1664 - 19 aprile 1682 deceduto)
  - Sede vacante (1682-1692)
- François Bochart de Saron de Champigny † (10 marzo 1692 - 11 agosto 1715 deceduto)
  - Sede vacante (1715-1718)
- Jean-Baptiste Massillon, Orat. † (14 novembre 1718 - 28 settembre 1742 deceduto)
- François-Marie Le Maistre de La Garlaye † (28 gennaio 1743 - 5 giugno 1776 deceduto)
- François de Bonnal † (16 settembre 1776 - 3 settembre 1800 deceduto)
- Charles-Antoine-Henri Du Valk de Dampierre † (14 aprile 1802 - 8 giugno 1833 deceduto)
- Louis-Charles Féron † (20 gennaio 1834 - 24 dicembre 1879 deceduto)
- Jean-Pierre Boyer † (24 dicembre 1879 succeduto - 19 gennaio 1893 nominato arcivescovo di Bourges)
- Pierre-Marie Belmont † (19 gennaio 1893  - 19 marzo 1921 deceduto)
- Jean-François-Étienne Marnas † (19 marzo 1921 succeduto - 13 ottobre 1932 deceduto)
- Gabriel-Emmanuel-Joseph Piguet † (7 dicembre 1933  - 3 luglio 1952 deceduto)
- Pierre-Abel-Louis Chappot de la Chanonie † (17 marzo 1953 - 18 gennaio 1974 ritirato)
- Jean Louis Joseph Dardel † (18 gennaio 1974 - 27 novembre 1995 ritirato)
- Hippolyte Louis Jean Simon † (22 febbraio 1996 - 17 marzo 2016 dimesso)
- François Kalist, dal 20 settembre 2016

## Statistiche
L'arcidiocesi nel 2023 su una popolazione di 640.000 persone contava 618.000 battezzati, corrispondenti al 96,6% del totale.
| anno | popolazione | popolazione | popolazione | presbiteri | presbiteri | presbiteri | presbiteri                | diaconi | religiosi | religiosi | parrocchie |
| anno | battezzati  | totale      | %           | numero     | secolari   | regolari   | battezzati per presbitero | diaconi | uomini    | donne     | parrocchie |
| ---- | ----------- | ----------- | ----------- | ---------- | ---------- | ---------- | ------------------------- | ------- | --------- | --------- | ---------- |
| 1950 | 460.000     | 479.728     | 95,9        | 542        | 492        | 50         | 848                       |         | 100       | 1.000     | 516        |
| 1969 | 520.800     | 544.568     | 95,6        | 453        | 410        | 43         | 1.149                     |         | 128       | 1.194     | 215        |
| 1980 | 453.000     | 583.800     | 77,6        | 364        | 351        | 13         | 1.244                     |         | 23        | 683       | 521        |
| 1990 | 506.000     | 621.000     | 81,5        | 274        | 263        | 11         | 1.846                     | 3       | 48        | 530       | 520        |
| 1999 | 540.000     | 602.939     | 89,6        | 249        | 205        | 44         | 2.168                     | 9       | 78        | 371       | 521        |
| 2000 | 535.000     | 602.978     | 88,7        | 222        | 184        | 38         | 2.409                     | 16      | 63        | 373       | 521        |
| 2001 | 587.666     | 604.096     | 97,3        | 194        | 189        | 5          | 3.029                     | 18      | 32        | 354       | 521        |
| 2002 | 587.666     | 604.096     | 97,3        | 167        | 164        | 3          | 3.518                     | 19      | 30        | 328       | 521        |
| 2003 | 588.600     | 604.096     | 97,4        | 179        | 175        | 4          | 3.288                     | 20      | 16        | 320       | 521        |
| 2004 | 588.600     | 604.266     | 97,4        | 179        | 172        | 7          | 3.288                     | 20      | 32        | 325       | 474        |
| 2006 | 584.400     | 604.266     | 96,7        | 165        | 158        | 7          | 3.541                     | 22      | 29        | 280       | 37         |
| 2013 | 600.000     | 619.000     | 96,9        | 134        | 126        | 8          | 4.477                     | 32      | 28        | 204       | 37         |
| 2016 | 607.040     | 626.680     | 96,9        | 113        | 102        | 11         | 5.372                     | 33      | 29        | 176       | 37         |
| 2019 | 612.200     | 632.000     | 96,9        | 98         | 88         | 10         | 6.246                     | 36      | 28        | 176       | 33         |
| 2021 | 616.000     | 636.000     | 96,9        | 93         | 83         | 10         | 6.623                     | 35      | 25        | 108       | 33         |
| 2023 | 618.000     | 640.000     | 96,6        | 69         | 59         | 10         | 8.956                     | 33      | 25        | 105       | 33         |